# 昆明龙
昆明龍（學名："Kunmingosaurus"）是原始蜥腳下目恐龍的一屬，生存於侏羅紀早期的中國。牠的化石是在1954年發現於中國雲南省的下祿豐組，包含骨盆、後肢、脊椎。但由於沒有經過正式研究、描述，所以目前的狀態是無資格名稱。
模式種是武定昆明龍（"K. wudingensis"），是由趙喜進在1985年命名的。在沒有被描述的恐龍中，昆明龍的標本已經過完整地處理、並架設骨骼模型。

## 外部連結
- Sauropod Vertebrate Pictures Of the Year- Zhao's nomina nuda （页面存档备份，存于）
- 昆明龍的骨骼圖片
- 恐龍博物館──昆明龍
- http://www.taxonomy.nl/taxonomicon/TaxonTree.aspx?id=104872 （页面存档备份，存于）
- https://web.archive.org/web/20070929132827/http://www.palaeos.com/Vertebrates/Units/330Sauropodomorpha/330.200.html